# Michael Stuart Brown
Michael Stuart Brown (ur. 13 kwietnia 1941 w Brooklynie) – amerykański genetyk, laureat Nagrody Nobla.

## Życiorys
Był najstarszym dzieckiem Harveya Browna (sprzedawcy tekstyliów) i jego żony Evelyn Brown. Kiedy miał 11 lat przeniósł się wraz z rodziną z Nowego Jorku do Elkins Park (przedmieścia Filadelfii) W dzieciństwie interesował się dziennikarstwem oraz krótkofalarstwem (licencję krótkofalarską uzyskał jako 13-latek). 
Studiował na Uniwersytecie Pensylwanii, w 1962 roku ukończył College of Arts & Sciences z chemią jako głównym przedmiotem, a w 1966 zdobył tytuł magistra w School of Medicine tej samej uczelni. W czasie studiów dużo czasu poświęcał redagowaniu studenckiej gazety Daily Pennsylvanian. Kolejne dwa lata spędził w należącym do Uniwersytetu Harvarda, Massachusetts General Hospital w Bostonie. Tam pierwszy raz współpracował oraz zaprzyjaźnił się z Josephem Goldsteinem. 
W latach 1968–1971 pracował w kierowanym przez Earla Stadtmana Laboratorium Biochemii w National Institutes of Health. Zajmował się tam technikami enzymologicznymi, a także regulacją metabolizmu. 
W 1971 przeniósł się do Dallas do University of Texas Southwestern Medical School, gdzie ponownie podjął współpracę z Goldsteinem. Badając metabolizm cholesterolu stwierdzili, że ludzkie komórki zawierają receptory lipoprotein o niskiej gęstości (LDL - low-density lipoprotein), które zapewniają pobieranie cholesterolu z osocza krwi. Brak receptorów LDL prowadzi do hipercholesterolemii i miażdżycy. 
W 1985 wraz z Josephem Goldsteinem otrzymał nagrodę Nobla w dziedzinie fizjologii i medycyny za ich odkrycie dotyczące regulacji metabolizmu cholesterolu.